# Кушенджа
Кушенджа (азерб. Quşencə) — село в Исмаиллинском районе Азербайджана.

## География
Расположено у подножий хребта Бурновулдаг, в 6 км от реки Давябатанчай и шоссе Исмаиллы-Карамарьям, в 10 км к юго-западу от районного центра Исмаиллы.

## История
В списках населённых мест Бакинской губернии от 1870 года, составленных по сведениям камерального описания губернии с 1859 по 1864 гг., упоминается селение Куш-енгиджэ подъ горою Барнаул, при родникахъ Ших-булакъ и Зогаллы-булакъ. 153 двора с населением 880 человек, состоящим из азербайджанцев-суннитов, указанных как «татары»-сунниты.

## Население
Материалы посемейных списков на 1886 год приводят данные о численности, этническом и конфессиональном составе села. Согласно этим материалам, в Куш-Енгинджа (название дано по источнику) Гёкчайского уезда насчитывалось 196 дымов и 1388 жителей (738 мужчин и 650 женщин) и все «татары»-сунниты (азербайджанцы-сунниты).
По Азербайджанской сельскохозяйственной переписи 1921 года в Куш-Енгиджа Исмаилинского сельского общества Геокчайского уезда Азербайджанской ССР проживало 1130 человек (210 хозяйств). Преобладающая национальность —тюрки-азербайджанцы.
По материалам издания «Административное деление АССР», подготовленным в 1933 году Управлением народно-хозяйственного учёта Азербайджанской ССР (АзНХУ), по состоянию на 1 января 1933 года Кушанджа являлась центром Кушанджинского сельсовета (сёла Балик, Энишдиби, Геойтепа, Зогаллык) Исмаиллинского района Азербайджанской ССР. В селе проживало 1446 человек (286 хозяйств), среди которых было 654 мужчины и 792 женщины. Национальный состав всего сельсовета, состоял из тюрок (азербайджанцев) — 100 %.
По сведениям на 1977 год численность населения Кушенджи составляла 1526 человек. Были развиты виноградарство, зерноводство, шелководство, животноводство. Функционировали винный завод, средняя школа, библиотека, клуб, медицинский пункт, узел связи.

### Известные уроженцы/жители
Баширов Яшар Ариф оглы (1968—1988) — участник афганской войны. Похоронен в селе Кушенджа Исмаилинского района Азербайджана.